# Contrazione lantanoidea
La contrazione lantanoidea (o lantanidica) consiste in una diminuzione del raggio atomico, relativamente agli elementi appartenenti alla serie dei lantanoidi, sensibilmente maggiore rispetto all'andamento teoricamente prevedibile osservando la variazione lungo gli altri periodi della tavola periodica.
Tale fenomeno si spiega considerando il minore effetto schermante che possiedono gli elettroni sistemati negli orbitali f, nei confronti della carica nucleare dell'atomo.
Uno dei principali effetti della contrazione lantanoidea consiste nel generare una marginale differenza di raggi atomici tra gli elementi del blocco d del sesto e del quinto periodo, con il risultato che le proprietà chimiche degli elementi dei due periodi che appartengono a uno stesso gruppo sono molto simili. L'effetto della contrazione lantanoidea, ad esempio, lungo la serie dei lantanoidi influenza la basicità degli idrossidi dei relativi elementi con un leggero aumento passando dall'idrossido di lantanio all'idrossido di lutezio.
La contrazione attinoidea (o attinidica) è l'analogo fenomeno osservato per gli attinidi.
| Elemento                        | Ce        | Pr     | Nd     | Pm     | Sm     | Eu     | Gd        | Tb     | Dy      | Ho      | Er      | Tm      | Yb      | Lu         |
| ------------------------------- | --------- | ------ | ------ | ------ | ------ | ------ | --------- | ------ | ------- | ------- | ------- | ------- | ------- | ---------- |
| Configurazione elettronica      | 4f15d16s2 | 4f36s2 | 4f46s2 | 4f56s2 | 4f66s2 | 4f76s2 | 4f75d16s2 | 4f96s2 | 4f106s2 | 4f116s2 | 4f126s2 | 4f136s2 | 4f146s2 | 4f145d16s2 |
| Configurazione elettronica Ln3+ | 4f1       | 4f2    | 4f3    | 4f4    | 4f5    | 4f6    | 4f7       | 4f8    | 4f9     | 4f10    | 4f11    | 4f12    | 4f13    | 4f14       |
| Raggio ionico di Ln3+ (pm)      | 102       | 99     | 98.3   | 97     | 95.8   | 94.7   | 93.8      | 92.3   | 91.2    | 90.1    | 89      | 88      | 86.8    | 86.1       |